# Schrankia monotona
Schrankia monotona är en fjärilsart som beskrevs av Barend J. Lempke 1949. Schrankia monotona ingår i släktet Schrankia och familjen nattflyn. Inga underarter finns listade.